# Mike Taylor (Basketballspieler)
Michael Rene Taylor (* 21. Januar 1986 in Chicago, Illinois) ist ein amerikanischer Basketballspieler. Er spielt auf der Position des Point Guard.

## College
Taylor spielte eine Saison für die Iowa State University (ISU). Er war Topscorer seines Teams mit 16,0 Punkten pro Spiel.
Er wurde im Juli 2007 aus dem Team geworfen, nachdem er mit dem Gesetz mehrmals in Konflikt gekommen war. 

## Development League
Während der Saison 2007/08, spielte er für die Idaho Stampede in der D-League. Er erzielte im Schnitt 14,5 Punkte pro Spiel in 39 Partien.

## NBA
Taylor wurde an 55. Stelle, im 2008er NBA Draft von den Portland Trail Blazers gepickt. Er ist der erste NBA-Spieler der von der D-League gedraftet wurde. Portland hat den 55. Pick von den Phoenix Suns erhalten, durch einen Trade über die Indiana Pacers. Er wurde in der Draftnacht zu den Los Angeles Clippers für einen zukünftigen Zweite-Runden-Pick getradet und unterschrieb am 15. Juli bei den Clippers.